# Pathfinder Force
Die Pathfinder Force (PFF) war eine spezielle Formation innerhalb des Bomber Command der britischen Royal Air Force, die im Zweiten Weltkrieg zum Einsatz kam. Sie war für die Zielmarkierung für die nachfolgenden Bomberverbände zuständig. Ab 1943 bildete sie die eigenständige No. 8 (Pathfinder Force) Group des Bomber Command. Ähnliche Verbände kamen auch bei der 8th Air Force zum Einsatz.

## Geschichte
Die „Pathfinder Force“ ging auf eine Anregung des damaligen Group Captain und stellvertretenden Leiters der Bomberoperationen im Air Ministry, Sydney Bufton, zurück, die dieser im März 1942 dem Chef des Bomber Command, Air Marshal Arthur Harris, unterbreitete. Harris war anfangs nicht von der Idee einer eigenständigen Zielfinderformation überzeugt, weil er von der Aufstellung einer „Elitetruppe“ negative Auswirkungen auf die Moral der anderen Besatzungen erwartete. Im Juni erhielt er dann aber von seinem Vorgesetzten und Chef des Air Staff, Air Chief Marshal Charles Portal, die Anweisung, die Schaffung einer solchen Truppe zu veranlassen.

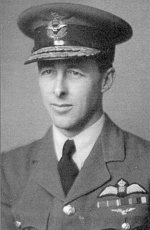
Der Gründer der Pathfinder Force, Don Bennett

Dazu sollte aus jeder der damals fünf Bombergruppen des Bomber Commands eine Squadron mit besonders gut ausgebildeten Besatzungen ausgewählt und diese einem einheitlichen Kommando unterstellt werden. Als Kommandeur der Einheit wurde Group Captain D.C.T. Bennett, ein Australier, der in der RAF diente, ausgewählt. Bennett galt als bester Flugnavigator in Diensten der RAF und war ein erfahrener Pilot, der zuvor die 10. Squadron geführt hatte. Die erste Wahl des Air Ministry war Wing Commander Basil Embry gewesen, was Harris aber erfolgreich verhindern konnte.
Die Aufstellung der PFF erfolgte am 14. August 1942. Der erste Einsatz der Pathfinder war der Luftangriff auf Flensburg am 18. August 1942. Doch der Angriff auf Flensburg scheiterte auf Grund von Wetterverhältnissen und Fehlnavigation.
Die Squadrons blieben anfangs ihren Groups zugeordnet und flogen die gleichen Flugzeuge wie diese, was sich aber mit der immer größeren Verfügbarkeit der viermotorigen Avro Lancaster und der Indienststellung der schnellen, zweimotorigen de Havilland DH.98 Mosquito sowie der Aufstellung der No. 8 (Pathfinder Force) Group im Januar 1943 änderte. Bis dahin hatte sich die PFF bereits effektive Methoden und Hilfsmittel entwickelt. Bennett gründete eine besondere Navigationsschule und sorgte für die sorgfältige Auswahl seiner Besatzungen. Die Angehörigen der PFF wurden schneller befördert als andere Besatzungen und erhielten die Erlaubnis, ein besonderes Erkennungszeichen zu tragen.
Im weiteren Kriegsverlauf entwickelte sich eine besondere Rivalität zwischen der No. 8 (Pathfinder Force) Group unter Bennett und der elitären No. 5 Bomber Group unter Ralph Cochrane. Letzterer war der Ansicht, dass seine Besatzungen in der Lage waren, Ziele mit höherer Genauigkeit durch Tiefflugmarkierung zu treffen. Als Problem für die Genauigkeit der pfadfindergeleiteten Bombardements erwies sich insbesondere der „creep-back“-Effekt, der unerfahrene Bombenschützen veranlasste, ihre Bomben zu früh, d. h. schon nach Sichtung der ersten Zielmarkierungen, auszuklinken. Hintergrund hierfür war das Bestreben, die Gefahrenzone des Flakfeuers über den Städten möglichst schnell wieder verlassen zu können.

## Technische und taktische Grundlagen
Das wichtigste Navigationsmittel zum Zeitpunkt der Aufstellung der PFF war das im März 1942 in Dienst gestellte System GEE, das ein gitterartiges Netz von Funkstrahlen zur Unterstützung der Flugnavigation verwendete und die fehlerträchtige Koppelnavigation ablösen sollte. Dieses wurde aber bereits von den Deutschen erfolgreich gestört und verlor somit seine Effektivität. Die Verfahren Oboe und H2S befanden sich noch in der Entwicklung und standen erst ab Anfang 1943 zur Verfügung. Jedes Pfadfinderflugzeug verfügte über ein „Navigationsteam“ aus dem Piloten und zwei Navigatoren, davon war einer für die technischen Navigationshilfen zuständig.

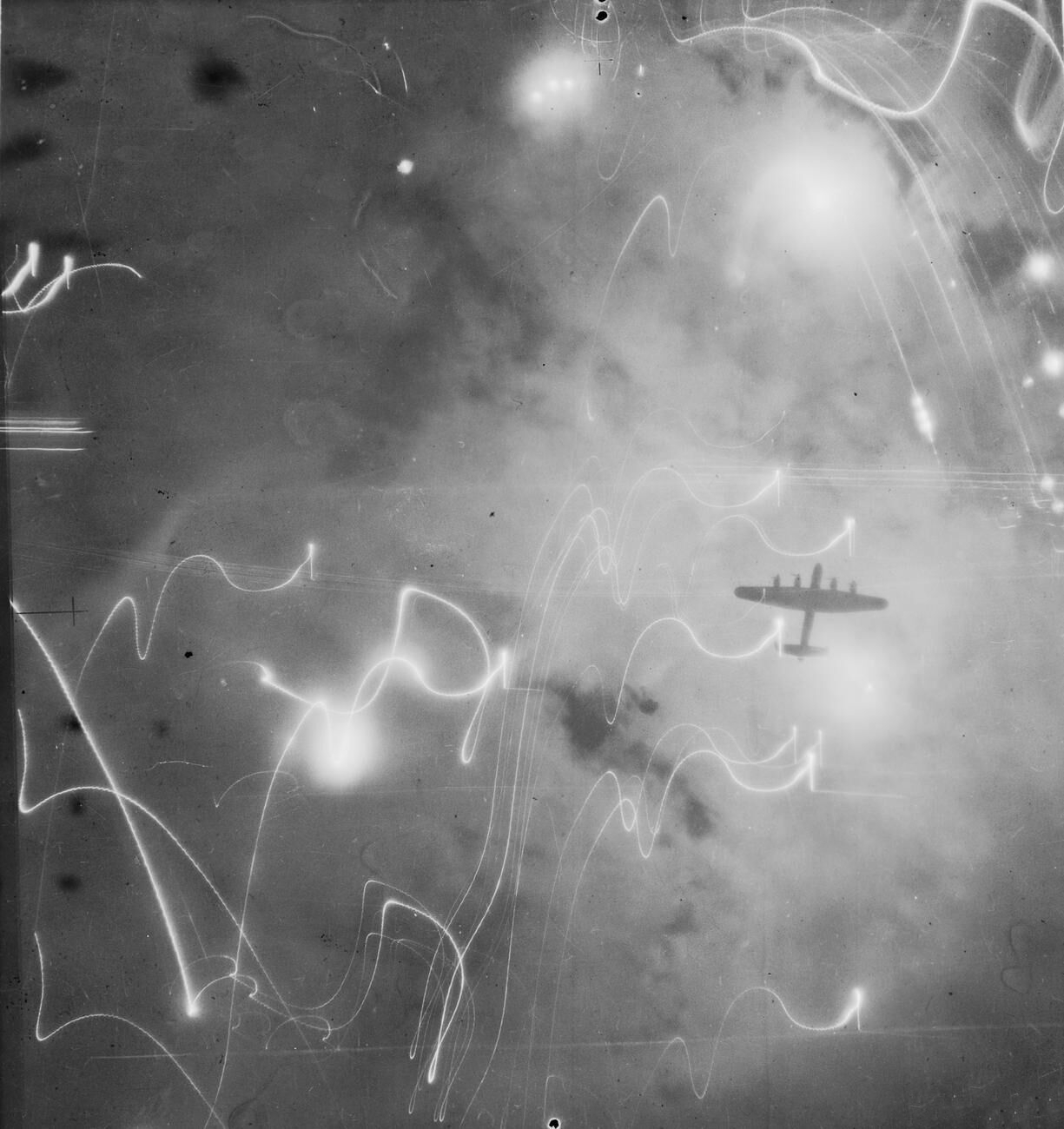
Bild vom ersten Luftangriff am 30./31. Januar 1943, bei dem das H2S-Bodenradar verwendet wurde. Ziel war Hamburg.

Zur Zielmarkierung benutzte die PFF anfangs einfache rote Leuchtbomben zur Aufhellung und nachfolgend von sogenannten „fire raisers“ abgeworfene Brandbomben, die kleinere Brände erzeugten und so eine klare Erkennung des Zieles durch die Bomberbesatzungen ermöglichten. Später wurden verschiedenfarbige Zielmarkierungsbomben eingesetzt. Die Markierung musste oft „blind“ erfolgen, hierfür bildeten sich verschiedene Bezeichnungen heraus:
- Newhaven – visuelle Markierung
- Paramatta – blinde Bodenmarkierung (bei eingeschränkter Erdsicht)
- Wanganui – Himmelsmarkierung (bei geschlossener Wolkendecke)

In Kombination mit den Navigationsverfahren erhielten diese Bezeichnungen Zusätze, z. B. beim Oboe-Verfahren den Vorsatz Musical.
Bei der visuellen Markierung wurde zunächst das Zielgebiet durch sogenannte „Zielausleuchter“ mit Fallschirm-Leuchtbomben erhellt. Danach folgten die „Zielmarkierer“, die die Bodenmarkierungen setzten. Die schwersten eingesetzten Markierungsbomben wogen 4000 lb. (ca. 1,8 t) und konnten von einer „Mosquito“ bis nach Berlin getragen werden. Im Hauptverband flogen weitere Pathfinder mit, um die Markierungen für die Flugzeuge der nachfolgenden Angriffswellen zu erneuern. Als visuelles Zielgerät kam hauptsächlich das Mk XIV Stabilized Vector Sight zum Einsatz. Das verbesserte Mk II Stabilizing Automatic Bomb Sight (SABS) wurde für die No. 617 Squadron der No. 5 Group, besser bekannt unter ihrem Spitznamen „Dam Busters“, reserviert.
Blindmarkierungen wurden, sofern das Ziel in dessen Reichweite lag (wie etwa das Ruhrgebiet), mit Hilfe des sehr genauen Oboe-Funkpeilverfahrens oder andernfalls des an Bord installierten H2S-Bodenradars durchgeführt. Bestand keinerlei Erdsicht, wurden lediglich Himmelsmarkierungen gesetzt; dies war die ungenaueste Methode. Fallschirmleuchtbomben kamen daneben auch zur Unterstützung der Bomberverbände bei der Navigation auf dem Anflug zum Einsatz, hauptsächlich an den vorher bekanntgegebenen Wendepunkten der oftmals zickzackförmig verlaufenden Anflugroute sowie am Sammelpunkt für den eigentlichen Zielanflug.
Später im Krieg wurde die Funktion des Master Bomber (von den Deutschen als „Zeremonienmeister“ bezeichnet) eingeführt. Dieser kreiste während des gesamten Angriffs über dem Ziel und gab per Funk Korrekturanweisungen an die Zielmarkierer und die Bomber des Hauptverbands durch. Dem erfolgreichen Nachtjagdpiloten Heinz-Wolfgang Schnaufer der deutschen Luftwaffe gelang es, einen Angriff auf seine Heimatstadt Stuttgart zu verhindern, indem er den Master Bomber aus dem angreifenden Verband rechtzeitig abschoss.

## Einsatzstatistik
Die britischen Pfadfinder flogen während des Krieges über 50.000 Einzelmissionen gegen 3440 Ziele. Ihre Verluste betrugen dabei 3727 Tote.